# Фрідріх I (курфюрст Саксонії)
Фрідріх I Войовничий (нім. Friedrich I. der Streitbare, 11 квітня 1370 — 4 січня 1428 року) — 29-й маркграф Майсенський (як Фрідріх IV спільно з братом Вільгельмом II) в 1381—1428 роках, 6-й курфюрст Саксонії в 1423—1428 роках.

## Життєпис
Походив з династії Веттінів. Старший син Фрідріха III, маркграфа Майсену і ландграфа Тюрингії, та Катерини фон Геннеберг. Народився у 1370 році в Дрездені.
У 1381 році після смерті батька успадкував разом зі своїми братами Георгом I і Вільгельмом II Майсенське маркграфство. Але через малий вік перебували під опікою матері. Згідно розділу зі стрийками Балтазаром і Вільгельмом I в Хемніці в 1382 році отримав разом з братами Остерланд, Ландсберзьку марку, Плейсснерланд, тюринзькі міста Орламюнде, Кала, Єна, Наумбург, а також Кобург. 1388 року Фрідріх  допомагав своєму родичеві нюрнберзькому бургграфу Фрідріху V Гогенцоллерну проти франконских міст. У 1389 році брати викупили місто Заальфельд. У 1391 році прибув на допомогу Тевтонському ордену проти польського короля Владислава II.
1400 року разом з братами купив Кенігсберзький округ. У 1401 році після смерті брата Георга розділив його землі з іншим братом Вільгельмом II. У 1402 році Фрідріх пошлюбив представницю Вельфів з герцогства Брауншвейг-Люнебург. Після смерті стрийка Вільгельма I в 1407 році, Фрідріх і Вільгельм II висунули претензії на його володіння. У 1409 році заснував Лейпцизький університет, основою якого стали німецькі професори, що втекли з Празького університету.
1410 року за Наумбурзським договором вони отримали частину Майсенської марки, прилеглу до їх володінь. Коли імператор Священної Римської імперії Венцель Люксембург відмовився видати за Фрідріха свою сестру Анну, Фрідріх перейшов на бік пфальцграфа Рупрехта Віттельсбаха. Внаслідок фінансових дій до 1412 року вдалося стабілізувати обіг монети. 1415 року став фактично одноосібним володарем Майсенської марки, хоча мав постійний конфлікт з братом Вільгельмом II.
Під час гуситських воєн був головним союзником імператора Сигізмунда Люксембурга. 1420 році брав участь у рейхстазі в Вроцлаві, де обговорювався гуситський хрестовий похід. Невдовзі був учасником невдалої облоги Праги. У 1421 році завдав поразки гуситам в битві біля Брюкса. На знак подяки за це імператор надав Фрідріхові курфюрство Саксонське, в якому 1422 року припинилася династія Асканіїв. Нові володіння Фрідріха, разом з Майсенським маркграфством, стали називатися з цих пір Саксонією. також 1422 року отримав від імператора замки Штольберг, Шьонек, Мілау, Гаттендорф, Шпарнберг, що межували з Богемією.
У 1423 році поступився брату Вільгельму II Лейпцигом. 1424 року на деякий час доєднався до опозиційних імператорові курфюрстів. 1425 року після смерті брата приєднав до своїх володінь його землі. Того ж року відновив роботу монетного двору в Готі. У 1428 році гусити на чолі із Прокопом Великим і Прокопом Малим вдерлися до Саксонії, взявши в облогу Наумбург. Водночас поблизу Ауссіга саксонське військо було знищено супротивником. Невдовзі Фрідріх I помер від стресу, поховано в Майсенському кафедральному соборі. Йому спадкував син Фрідріх II.

## Родина
Дружина — Катерина, донька Генріха I Вельфа, герцога Брауншвейг-Люнебургу
Діти:
- Катерина (померла дитиною)
- Фрідріх (1412—1464), 7-й курфюрст Саксонії,
- Сигізмунд (1416—1471), єпископ Вюрцбургу
- Анна (1420—1462), дружина Людвіга I, ландграфа Гессенського
- Катерина (1421—1476), дружина Фрідріха II, маркграфа Бранденбургу
- Генріх (1422—1435)
- Вільгельм (1425—1482), ландграф Тюрингії